# 格蘭德河 (玻利維亞)

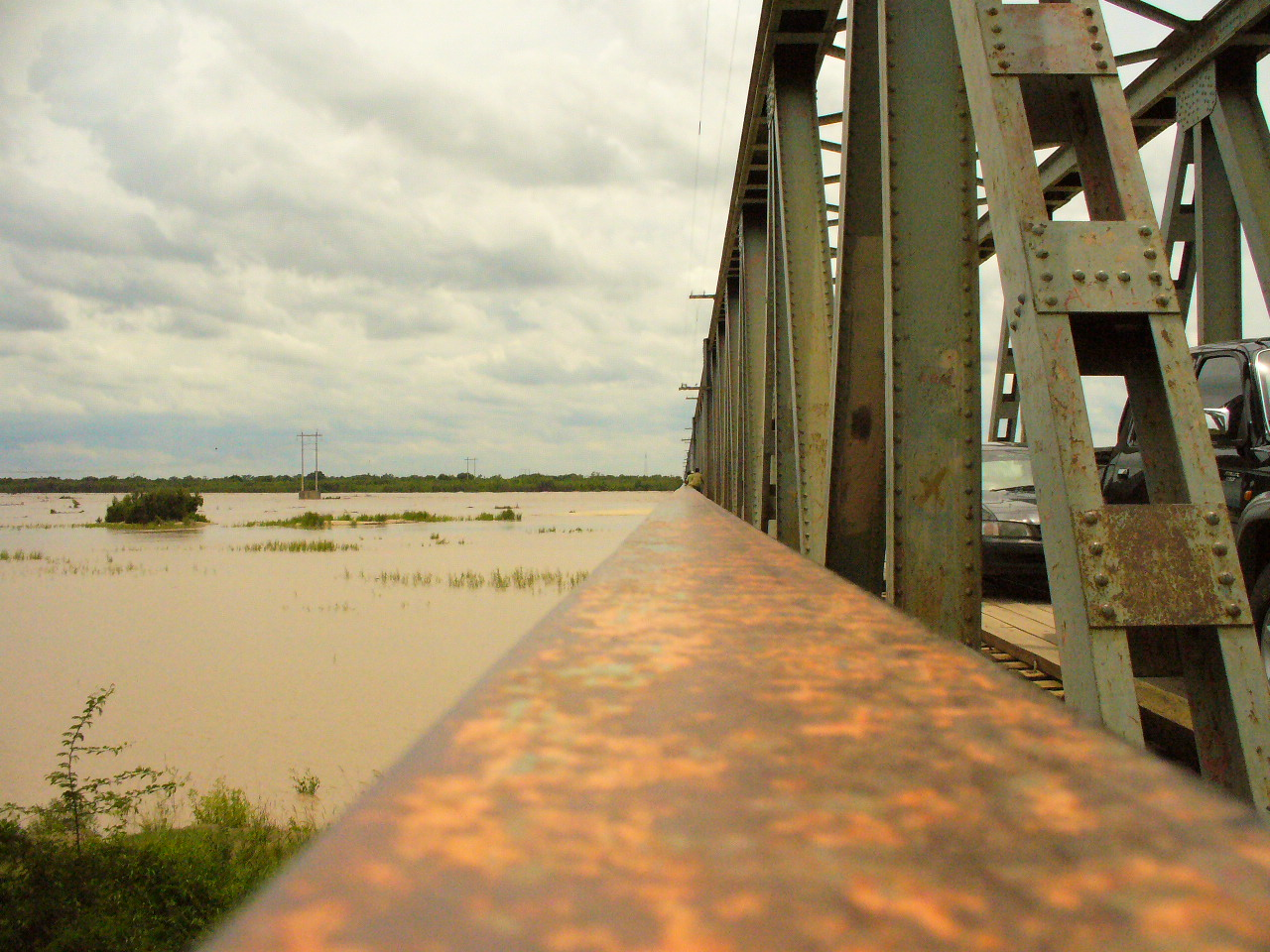

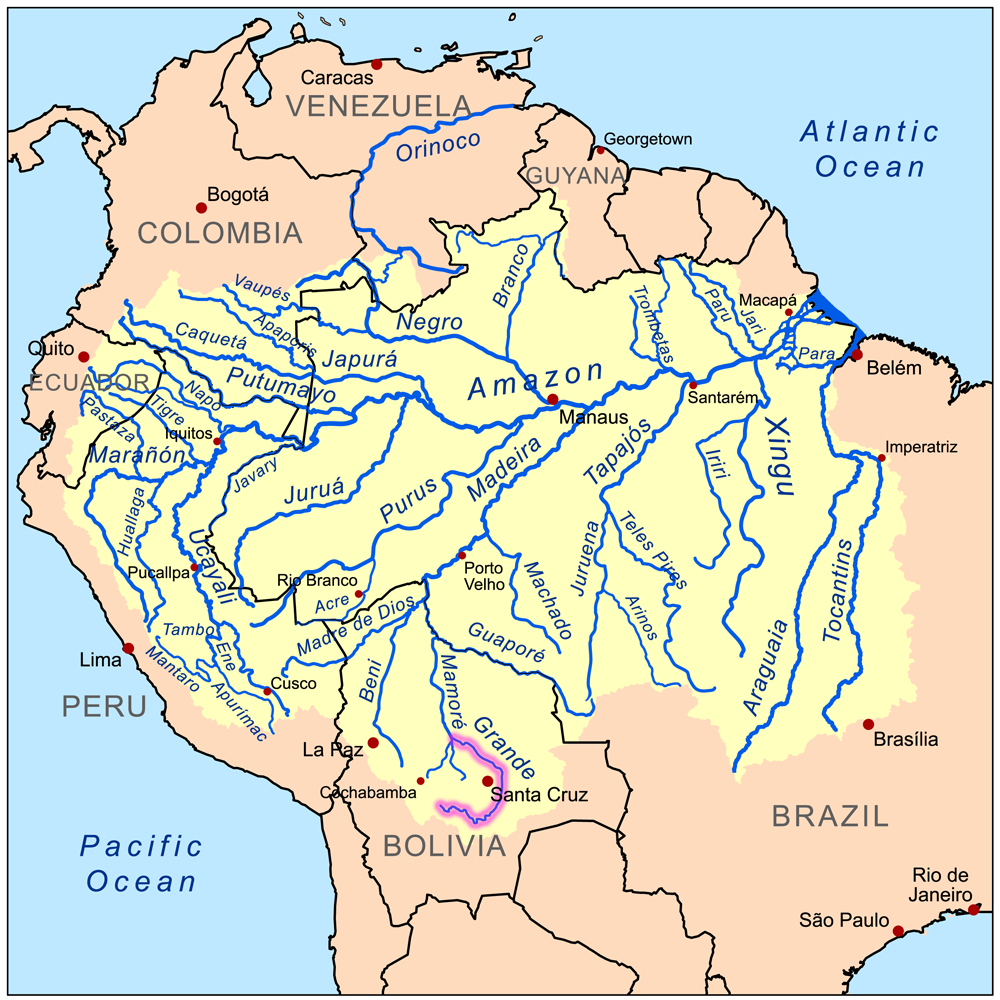

格蘭德河（西班牙語：Río Grande），是玻利維亞的河流，河道全長1,438公里，發源自科恰班巴以東，流域面積101,902平方公里，由凱恩河和聖佩德羅河匯流形成，最終注入馬莫雷河。